# Campionati europei di 470 2003
I Campionati europei di 470 2003 si sono svolti a Brest, in Francia, dal 6 al 15 luglio 2003.

## Podi
| Evento        | Oro                                     | Argento                             | Bronzo                                              |
| 470 Open      | Croazia Šime Fantela Igor Marenić       | Germania Lucas Zellmer Heiko Seelig | Italia Gabrio Zandonà Edoardo Mancinelli Scotti     |
| 470 Femminile | Spagna Natalia Vía Dufresne Sandra Azón | Slovenia Vesna Dekleva Klara Maučec | Svezia Therese Torgersson Vendela Zachrisson-Santén |

## Medagliere
| Posiz. | Nazione  | Oro | Argento | Bronzo | Totale |
| ------ | -------- | --- | ------- | ------ | ------ |
| 1      | Croazia  | 1   | 0       | 0      |        |
| 1      | Spagna   | 1   | 0       | 0      | 1      |
| 3      | Germania | 0   | 1       | 0      | 1      |
| 3      | Slovenia | 0   | 1       | 0      | 1      |
| 5      | Italia   | 0   | 0       | 1      | 1      |
| 5      | Svezia   | 0   | 0       | 1      | 1      |
| Totale | Totale   | 2   | 2       | 2      | 6      |